# Alizée En Concert
Alizée en concert là album thứ ba của Alizée, phát hành vào ngay 18 tháng 10 2004. Sau khi phát hành album thứ hai, Mes courants électriques, cô đi lưu diễn Pháp. Các buổi biểu diễn tạo nên Alizée en concert.
Một đĩa DVD có nội dung tương tự cũng có ngay sau đó. Đĩa DVD này có các cảnh quay với độ nét cao, âm thanh Dolby Digital, DTS 5.1, và các track âm thanh đều là stereo.

## Danh sách track
1. "Intralizée"
2. "L'Alizé"
3. "Hey! Amigo!"
4. "Toc de mac"
5. "J'en ai marre!"
6. "Lui ou toi"
7. "Gourmandises"
8. "Mon maquis"
9. "J.B.G."
10. "Moi... Lolita"
11. "Amélie m'a dit"
12. "Parler tout bas"
13. "C'est trop tard"
14. "Youpidou"
15. "Tempête"
16. "À Contre-courant"

- Lời bài hát: Mylène Farmer
- Nhạc: Laurent Boutonnat & Loïc Pontieux
- Nhà phát hành: Requiem Publishing

## DVD Quốc tế

Bìa đĩa DVD

Một đĩa DVD cùng tên cũng được phát hành.
- Đạo diễn: Pierre Stine
- Lời bài hát': Mylène Farmer
- Nhạc: Laurent Boutonnat & Loïc Pontieux (except "Intralizée" music by Loïc Pontieux)
- Nhà phát hành: Requiem Publishing

### Danh sách đề mục
1. "Intralizée"
2. "L'Alizé"
3. "Hey! Amigo!"
4. "Toc de mac"
5. "J'en ai marre!"
6. "Lui ou toi"
7. "L'E-mail a des ailes"
8. "Gourmandises"
9. "Mon maquis"
10. "J.B.G."
11. "Moi... Lolita"
12. "Amélie m'a dit"
13. "Parler tout bas"
14. "C'est trop tard"
15. "Youpidou"
16. "Tempête"
17. "À Contre-courant"
18. "J'ai pas vingt ans"
19. "Générique de fin"

### Các track phụ
- Clip "Amélie m'a dit" (Live)
- En repetition.
- Alizée au Japon
- Sur le tournage de "L'Alizé"
- Sur le tournage de "J'en ai marre !"
- Spots "Alizée en concert"